# Лефдаль, Рольф
Рольф Лефдаль (норв. Rolf Lefdahl; 13 августа 1882, Кристиания — 5 февраля 1965, Берум) — норвежский гимнаст, серебряный призёр летних Олимпийских игр 1908 года.
На Играх 1908 года в Лондоне Лефдаль участвовал только в командном первенстве, в котором его сборная заняла второе место.